# Štefan IV. Druget
Štěpán IV. Druget(h) (slovensky, Štefan maďarsky IV. Drugeth István * ? – † 1555) byl uherský šlechtic z humenské větve rodu Drugetů.

## Život
Od roku 1526 byl ve službách krále Ludvíka II. V bitvě u Moháče se nadále přidržoval Jana Zápolského. Roku 1527 se stal užským a zemplínským županem a roku 1538 košickým hlavním kapitánem. Ve třicátých letech Drugetové přešli k reformované víře. Štěpán Drugeth se stal patronem kalvínské církve.
Štěpán IV. Druget zemřel v roce 1555.